# Nordgeorgsfehn-kanalen
Nordgeorgsfehn-kanalen i Ostfriesland i den tyske delstat Niedersachsen forbinder floderne Leda og Jümme med Ems-Jade-kanalen.
Nordgeorgsfehn-kanalen er 31,8 kilometer lang, 13 meter bred og kan tage imod både med 1,4 meters dybgang. Kanalen har otte sluser, ni faste broer og ni bevægelige broer.
Den sydlige del af kanalen blev bygget i 1820-erne og gik fra byen Stickhausen ved Jümme gennem moseområdet Nordgeorgsfehn via Remels til Neudorf i Uplengen. Moseområdet ved Nordgeorgsfehn, som har givet kanalen dens navn, blev opdyrket og bebygget i 1825.
I begyndelsan af 1900-tallet blev kanalen forlænget forbi Wiesmoor til Marcardsmoor, hvor den når Ems-Jade-kanalen. Udbygningen af kanalen sigtede blandt andet på at afvande moseområdene i den sydlige del af Landkreis Wittmund og at forbedre transportforbindelserne med de nyanlagte Fehn-områder. På kanalen transporteredes især tørv og kul til kraftværket i Wiesmoor.
I 1962 stoppede fragttrafikken på kanalen. Siden da har kanalen kun været anvendt af fritidsfartøjer i trafikken mellem Weser, Ems og Jade.